# Fernando Santullo
Fernando Santullo (* 1968 in Montevideo) ist ein uruguayischer Musiker. Er war Mitglied von El Peyote Asesino und gehört derzeit dem Projekt Bajofondo und SeaMonkey an. 2008 wurde er für den Grammy Latino nominiert.

## Lebensweg bis zur Gründung vonKato
Santullo wuchs in Mexiko auf, nachdem er mit seinen Eltern im Alter von acht Jahren dorthin ins Exil ging und erst 1985 nach Uruguay zurückkehrte. Nach seiner Rückkehr studierte er dann Soziologie an der Universidad de la República.
1990 zog es ihn wieder nach Mexiko-Stadt, von wo ihn sein Weg schließlich, vor seiner erneuten Rückkehr in sein Geburtsland im Jahre 1992, nach New York führte. Wenig später erfolgte, nach den ersten Schritten des mittlerweile als Kulturjournalist arbeitenden Santullo im musikalischen Bereich, gemeinsam mit Juan Campodónico die Gründung der Band El Peyote Asesino.
1995 erschien die erste von zwei Platten auf dem Label Orfeo. Diese trug den Namen der Band. Das zweite, 1998 erschienene Werk  Terraja wurde vom Major-Label Universal Music Group herausgegeben. Produzent dieser Platte war Gustavo Santaolalla. 1999 löste sich die Band dann auf und Santullo schloss die Gründung der Formation Kato an.

## Diskographie

### Mit El Peyote Asesino
- El Peyote Asesino
- Terraja

### Mit Kato
- Kato

### Mit Bajofondo
- Mar Dulce

### Als Solist
- Bajofondo Presenta Santullo